# مانويل سانشيز لوبيز
مانويل سانشيز لوبيز (بالإسبانية: Manuel Sánchez López) (13 أبريل 1988 بقرطبة في إسبانيا - ) هو لاعب كرة قدم إسباني في مركز الوسط. لعب مع أوساسونا وإيسيخا بالومبيي وبوليديبورتيفو إيخيذو ونادي غيخيليو ونادي لورقة ونادي هويسكا وCF La Unión ‏ وCórdoba CF B ‏.

## وصلات خارجية
- مانويل سانشيز لوبيز على موقع قاعدة بيانات كرة القدم.إي يو (الإنجليزية)
- مانويل سانشيز لوبيز على موقع Soccerway.com (الإنجليزية)
- مانويل سانشيز لوبيز على موقع عالم كرة القدم.نت (الإنجليزية)
- مانويل سانشيز لوبيز على موقع AS.com (الإسبانية)